# Полисадов, Иоанн Никитич
Иоа́нн Ники́тич Полиса́дов (31 августа (12 сентября) 1823 — 14 (26) марта 1886) — проповедник, протоиерей. Прославился своими проповедями, в которых часто освещал с церковных позиций современные события и явления. Проповеди Полисадова отличались сердечностью и жизненностью и пользовались большой популярностью.

## Биография
Родился 31 августа (12 сентября) 1823 года в семье сельского священника в Старо-Никольском погосте Ковровского уезда Владимирской губернии. И. Н. Полисадов являлся двоюродным братом другого известного проповедника и настоятеля Петропавловского собора — В. П. Полисадова.
Окончил Владимирскую духовную семинарию (1845) и Санкт-Петербургскую духовную академию (1849) со степенью кандидата богословия. По окончании академии назначен преподавателем словесности в Псковскую духовную семинарию, где прослужил до 1858 года, когда был определён инспектором классов в Дом воспитания бедных детей (впоследствии Гимназия Императорского Человеколюбивого общества) в Петербурге.
После принятия священнического сана 30 ноября 1858 года, он был определён настоятелем домового храма царя Константина и царицы Елены в гимназии Императорского Человеколюбивого общества (набережная Крюкова канала, 15) и преподавателем Закона Божия. Очень скоро храм получил большую известность благодаря проповедям Полисадова. В бедную до этого церковь начали поступать щедрые пожертвования, а на знаменитые проповеди отца Полисадова, отличавшиеся чрезвычайной простой и ясностью мысли, а вместе с тем сердечностью и жизненностью, собирались тысячные толпы.
Спустя почти 16 лет, 28 марта 1874 года, он был возведён в сан протоиерея.
В 1879 году И. Н. Полисадов основал Общество проповедников для кафедры Исаакиевского собора (первое общество такого рода в России). Как отмечал К. П. Победоносцев: «Лучшие проповеди, какие слыхал я в Исаакиевском соборе — это проповеди Ивана Никитича Полисадова. За это и любит его слушать народ. Это от того, что есть огонь, а лишь от огня огонь загорается». Член «Общества распространения релиогиозно-нравственного просвещения», «Общества вспоможения рабочим», «Славянского благотворительного общества» и других благотворительных организаций. Вёл духовные беседы в тюрьмах.
Умер 14 (26) марта 1886 года. Десятки тысяч людей несли его гроб на руках вплоть до места погребения. Похоронен на Волковском православном кладбище в Санкт-Петербурге вблизи храма Святого Иова. Могильный памятник в виде церковной кафедры с портретом Полисадова поставлен на средства благодарных прихожан.
После смерти И. Н. Полисадова настоятелем храма стал его зять — протоиерей А. Н. Городецкий.

## Труды и проповеди Иоанна Полисадова
- Речь пред панихидой о почившем в бозе благоверном государе, цесаревиче и великом князе Николае Александровиче, сказанная в Тюремном замке священником Иоанном Полисадовым. — СПб., 1865. — 17 с.
- «О загробной жизни, против спиритов», СПб., 1881.
- «Проповеди, слова, поучения и речи», СПб., 1886.
- «Глухая исповедь», СПб., 1865; 11-е изд., М., 1891.
- «О христианском смирении», 2-е изд., СПб., 1887.
- «О воскресных и праздничных днях; мысли протоиерея Иоанна Полисадова» (извлечено и составлено А. А. Соколовым), СПб., 1886, содержит биографические сведения о Полисадове.
- «Слово в неделю 7-ю по Пятидесятнице» (произнесено в Исаакиевском соборе протоиереем Иоанном Полисадовым 8 июля 1879) // Кафедра Исаакиевского собора.— Вып. 1.— СПб., 1879.
- «Слово о благодарении богу за спасение драгоценной жизни Государя Императора (19 ноября 1879) от угрожавшей ему опасности» (произнесено в Исаакиевском соборе протоиереем Иоанном Полисадовым 25 ноября 1879) // Кафедра Исаакиевского собора.— Вып. 10.— СПб., 1879.
- «Слово в день благовеща Пресвятыя Владычицы нашей богородицы и Приснодевы Марии» (произнесено в Исаакиевском соборе протоиереем Иоанном Полисадовым 25 марта 1880) // Кафедра Исаакиевского собора.— Вып. 17.— СПб., 1880.
- «Слово в неделю святых отец» (произнесено в Исаакиевском соборе 24 мая 1881 г. протоиреем церкви при гимназии Императорского Человеколюбивого общества И. Полисадовым) // Кафедра Исаакиевского собора.— Вып. 33.— СПб., 1881.
- «Слово на Новый год» (произнесено в Исаакиевском соборе протоиереем церкви при гимназии Императорского Человеколюбивого общества И. Полисадовым 1 января 1882) // Кафедра Исаакиевского собора.— Вып. 40.— СПб., 1882.
- «Слово в неделю Мясопустную» (произнесено в Исаакиевском соборе протоиереем И. Полисадовым 20 февраля 1883) // Кафедра Исаакиевского собора.— Вып. 47.— СПб., 1882.
- «Народная медицина», Здоровье, № 1, 4, 7, 10 и 12, 1885.
- «Кто учит людей срамословию и о том, как велик сей грех перед Господом», //

Сергеев Посад. Свято-Троиц. Сергиева лавра, собств. тип., 1910.